# Lord luogotenente dell'Essex
La carica di lord luogotenente dell'Essex è un ufficio di luogotenenza tradizionale dell'Inghilterra. Dal 1688, tutti i lords luogotenenti sono divenuti anche custos rotulorum dell'Essex.

## Lord luogotenenti dell'Essex
- John Petre, I barone Petre
- John de Vere, XVI conte di Oxford 1558–?
- Robert Dudley, I conte di Leicester 3 luglio 1585 – 4 settembre 1588
- William Cecil, I barone Burghley 31 dicembre 1588 – 4 agosto 1598
- vacante
- Robert Radclyffe, V conte di Sussex 26 agosto 1603 – 5 febbraio 1629 con
- Robert Rich, II conte di Warwick 8 settembre 1625 – 1642 con
- Richard Weston, I conte di Portland 5 febbraio 1629 – 31 marzo 1635 e
- William Maynard, I barone Maynard 6 agosto 1635 – 17 dicembre 1640 e
- James Hay, II conte di Carlisle 8 gennaio 1641 – 1642
- Interregno
- Aubrey de Vere, XX conte di Oxford 13 agosto 1660 – 1687 con
- Christopher Monck, II duca di Albemarle 30 novembre 1675 – 1687
- Thomas Petre, VI barone Petre 18 febbraio 1688 – 1688
- Aubrey de Vere, XX conte di Oxford 25 ottobre 1688 – 12 marzo 1703
- Francis North, II barone Guilford 23 marzo 1703 – 1705
- Richard Savage, IV conte Rivers 16 aprile 1705 – 18 agosto 1712
- Henry St John, I visconte Bolingbroke 24 ottobre 1712 – 1714
- Henry Howard, VI conte di Suffolk 7 gennaio 1715 – 19 settembre 1718
- Charles Howard, VII conte di Suffolk 10 dicembre 1718 – 9 febbraio 1722
- Henry O'Brien, VIII conte di Thomond 2 aprile 1722 – 20 aprile 1741
- Benjamin Mildmay, I conte Fitzwalter 7 maggio 1741 – 29 febbraio 1756
- William Nassau de Zuylestein, IV conte di Rochford 3 aprile 1756 – 28 settembre 1781
- John Waldegrave, III conte Waldegrave 7 novembre 1781 – 22 ottobre 1784
- John Whitwell, IV barone Howard de Walden 17 novembre 1784 – 25 maggio 1797
- Richard Griffin, II barone Braybrooke 27 gennaio 1798 – 28 febbraio 1825
- Henry Maynard, III visconte Maynard 19 aprile 1825 – 19 maggio 1865
- Thomas Crosbie William Trevor, XXII barone Dacre 5 ottobre 1865 – 1869
- Thomas Burch Western, I baronetto 11 maggio 1869 – 30 maggio 1873
- Chichester Parkinson-Fortescue, I baronetto Carlingford 4 settembre 1873 – 1892
- John Strutt, III barone Rayleigh 2 febbraio 1892 – 1901
- Francis Greville, V conte di Warwick 23 luglio 1901 – 1919
- Amelius Lockwood, I barone Lambourne 11 febbraio 1919 – 26 dicembre 1928
- Sir Richard Beale Colvin 31 gennaio 1929 – 1936
- Sir Francis Henry Douglas Charlton Whitmore, I baronetto 16 aprile 1936 – 1958
- Sir John Ruggles-Brise 6 settembre 1958 – 1978
- Sir Andrew Lewis 1978–1992
- Robin Neville, X barone Baron Braybrooke 1º agosto 1992 – 2002[1]
- John Petre, XVIII barone Petre 2002–oggi